# Käthe Wohlfahrt
Käthe Wohlfahrt è un'azienda tedesca fondata nel 1964 e con sede a Rothenburg ob der Tauber (Baviera), specializzata nel commercio di articoli natalizi.
La ditta ha inoltre delle filiali in altre città tedesche, segnatamente Bamberga, Berlino, Heidelberg, Miltenberg, Norimberga, Oberammergau e Rüdesheim e all'estero a Bruges (Belgio), Riquewihr (Francia), Barcellona (Spagna), York (Regno Unito) e Stillwater (Stati Uniti).
Il negozio di Rothenburg, con l'annesso museo dedicato al Natale, il Deutsches Weihnachtsmuseum, è tra le principali attrattive turistiche della città.

## Storia
L'azienda fu fondata nel 1964 a Stoccarda da Käthe e Wilhelm Wohlfahrt.
La coppia ebbe l'idea di creare un'azienda specializzata negli articoli natalizi dopo aver portato dalla loro terra d'origine, la Sassonia, una scatola-gioco come regalo per una coppia di amici statunitensi.
Nel 1977 fu aperto nella Herrngasse di Rothenburg il Käthe Wohlfahrts Christkindlmarkt, il primo negozio al mondo interamente dedicato agli articoli natalizi.
Nel 1991, la ditta iniziò a produrre articoli in proprio con il nome di Rothenburger Weihnachtswerkstatt.
Dieci anni dopo, nel 2001 (anno della scomparsa di Wilhelm Wohlfahrt) fu annesso al negozio di Rothenburg anche un museo dedicato al Natale.

## Il Deutsches Weihnachtsmuseum
Nel piano superiore del negozio di Rothenburg è ubicato il Deutsches Weihnachtsmuseum, il museo tedesco del Natale.
Il museo raccoglie vari oggetti di carattere natalizio, tra cui molte rarità, risalenti ad un periodo compreso tra il 1870 e il 1950.